# Ісабела (Пуерто-Рико)
Ісабела (ісп. Isabela, МФА: [isaˈβela]) — муніципалітет Пуерто-Рико, острівної території у складі США. Заснований 1819 року.

## Географія
Ісабела розташований у північно-західній частині острову Пуерто-Рико.
Площа суходолу муніципалітету складає 145 км² (19-е місце за цим показником серед 78 муніципалітетів Пуерто-Рико).

## Демографія
Станом на 2010 рік на території муніципалітету мешкало 45 631 ос.
Динаміка чисельності населення:

## Населені пункти
Найбільші населені пункти муніципалітету Ісабела:
| Населений пункт | Статус | Населення :   | Населення :   | Населення :   |
| Населений пункт | Статус | на 01.04.1990 | на 01.04.2000 | на 01.04.2010 |
| --------------- | ------ | ------------- | ------------- | ------------- |
| Ісабела         | Місто  | 13 515        | 12 818        | 11 255        |
| Мора            | Селище | 1 706         | 1 857         | 1 583         |